# István Lévai (boxe anglaise)
Pour les articles homonymes, voir István Lévai.
István Lévai, est un boxeur hongrois né le 23 juin 1957 à Győr.

## Carrière
István Lévai remporte aux Jeux olympiques d'été de 1980 à Moscou une médaille de bronze aux dans la catégorie des poids lourds.

## Référence
1. ↑  (en) Profil olympique d’István Lévai (boxe anglaise) sur sports-reference.com (archivé)